# Scopeloberyx maxillaris
Scopeloberyx maxillaris är en fiskart som först beskrevs av Garman, 1899.  Scopeloberyx maxillaris ingår i släktet Scopeloberyx och familjen Melamphaidae. Inga underarter finns listade i Catalogue of Life.